# Isabella Gesualdo
Isabella Gesualdo (Venosa, 13 settembre 1611 – Roma, 8 maggio 1629) è stata una nobile italiana.

## Primi anni
Nacque nel castello di Venosa, secondogenita di Emanuele, figlio ed erede del Principe Carlo Gesualdo, e di Marta Polissena di Furstenberg (un fratello, Carlo, era nato nel 1610 e vissuto pochi mesi). 
Il 20 agosto 1613 rimase orfana del padre, vittima di un incidente di caccia, che lasciò la moglie in stato avanzato di gravidanza; il nonno morì a sua volta poche settimane dopo, il 10 settembre. La nascita della sorella minore Leonora (avviata in età adulta alla vita monastica) comportò la successione di Isabella ai feudi di famiglia, sancita previo versamento della prescritta tassa di successione nel 1615.

## Matrimonio
Divenuta così "una delle eredi più ricche d'Italia, con entrate stimate in più di 40.000 scudi l'anno!", Isabella avrebbe dovuto, secondo il testamento del nonno, sposare il parente Domenico Gesualdo dei marchesi di Santo Stefano; la madre della giovane principessa, tuttavia, si oppose alle nozze in quanto il promesso sposo era "non solo gobbo davanti et di dietro, ma tutto contraffatto e scemo di cervello". Perciò, dopo essersi trasferita con la famiglia da Calitri a Caserta, organizzò i capitoli matrimoniali per Nicolò Ludovisi, nipote di papa Gregorio XV al secolo Alessandro Ludovisi. Lo sposo aveva dodici anni; la sposa undici.
Le nozze furono celebrate per procura a Caserta il 1º maggio 1622 a Caserta, per procura; la cerimonia nuziale si tenne nella cappella sistina il 30 novembre dello stesso anno. 
A Roma, la principessa entrò in disaccordo con la suocera Lavinia Albergati - che l'accusava di eccessiva prodigalità - dapprima con parole e poi con ingiurie e minacce. Irritata per le mortificazioni e i maltrattamenti, Isabella espresse più volte il desiderio di voler sciogliere il legame matrimoniale per ritirarsi nel Monastero delle Oblate Tor degli Specchi, al Palatino. 
Nel 1627 nacque la primogenita della coppia, chiamata Lavinia in omaggio alla nonna paterna; due anni dopo, l'8 maggio 1629, non ancora diciottenne e dopo breve malattia, Isabella morì.
Con la morte prematura della figlia Lavinia nel dicembre 1634, la linea principale della famiglia Gesualdo si estinse.